# Al Sirat
Al Sirat – polski zespół thrash metalowy. Powstał w Ostrołęce w 1994 roku. Nazwa zespołu oznacza most z ziemi do raju rozpostarty nad czeluścią piekieł, cieńszy niż pajęcza nić i ostrzejszy niż miecz, po którym przejdą tylko ludzie pełni wiary.

## Muzycy

### Obecny skład zespołu
- Cola – gitara elektryczna, śpiew
- sYn – gitara elektryczna
- EdgaR – gitara basowa
- Hoyniak – perkusja

### Byli członkowie zespołu
- Mały – gitara basowa (1994 – 1995†)
- Kracha – gitara elektryczna (styczeń 1997 – grudzień 1997)
- Cybulowy – perkusja (1994 – 1999)

## Historia
Zespół powstał w 1994 roku, w Ostrołęce, gdy Cola (git., voc.), Mały (bas) i Cebulowy (dr.) rozpoczęli działalność jako HELGRIND. Muzyka HELGRIND nie była sprecyzowana co do stylu, w końcowej fazie ocierała się o klimaty Black – Death. W lipcu '95 nastąpił krytyczny zwrot w dziejach zespołu, tragiczna śmierć Małego. Jego funkcje objął EdgaR. Jednocześnie nazwa zostaje zmieniona na obecną, czyli AL SIRAT.
W grudniu 1996 nagrywa w studiu Selani swój debiutancki materiał pt. „Milczysz...”, zawierający cztery utwory, instrumentalne intro i outro. Niezbędny stał się drugi gitarzysta. Funkcję tę obejmuje w styczniu '97 Kracha.
Muzykę z „Milczysz...” można określić jako techniczny, melodyjny Death – Thrash. Pierwsze pozytywne reakcje na ten materiał nadeszły z Niemiec, tam też skupia się promocja. „Milczysz...” otrzymała rewelacyjne recenzje w czołowych niemieckich magazynach oraz w prasie podziemnej. W grudniu '97 Krachę zastępuje sYn. W międzyczasie zespół gra kilka ważniejszych koncertów, między innymi z Acid Drinkers, a także z Torthary, Yattering, Trauma, Night Galery, Sacriversum, Cryptic Tales oraz w Niemczech z Mass Grave i Sons of Tarantula.
Podczas powstawania materiału na debiutancki album, następują spięcia wewnątrz zespołu, wskutek czego zwolniony zostaje Cebulowy. Od końca stycznia '99 w AL SIRAT bębni Hoyniak, a w marcu i maju nagrany zostaje, ponownie w Selani, album zatytułowany „Signa Tempori”. Wydany zostaje 1 czerwca pod szyldem METALSTORM, a początkiem promocji jest mini – trasa koncertowa po Niemczech z S.S.O.G.E. i Covent, która otwiera koncert w Berlinie z amerykańskim Nile. „Signa Tempori” to eksperymentalny materiał, który ugruntował pozycję zespołu w podziemiu, ale poprzez fatalną dystrybucję, nie dotarł do szerokiego grona słuchaczy. Nadrobione zostało to częściowo dzięki internetowi. Przeróbka Vivaldiego – „Metalstorm” oraz „The answers” były przez długi czas najczęściej ściąganymi utworami metalowymi w Polsce. Zabawa w klasykę powoduje nawet propozycję od niemieckiego oddziału BMG nagrania całych „4 pór roku”, jednak rozmowy w pewnym momencie zostały przerwane.
Lata '99 – '00, to okres mniej lub bardziej intensywnego koncertowania, Al Sirat daje się poznać szerszej publiczności jako jeden z najlepszych koncertowych bandów w Polsce. W styczniu '01 zostają zarejestrowane 3 utwory jako promo nadchodzącej płyty. Materiał ten ukazuje już w pełni profesjonalne, dojrzałe oblicze muzyków. Material promocyjny trafia do Darka „Yody” Maruszaka – menedżera Acid Drinkers, co owocuje wspólną trasą koncertową po Polsce i dalszą współpracą. Pod koniec 2001 roku Al Sirat gra 16 koncertów u boku Acid Drinkers oraz jeden z Turbo, zyskując sobie uznanie zarówno publiczności jak i „wyjadaczy” sceny.
Rok 2002 to początek współpracy z Joanną Yoashi Strzelecką, która objęła funkcję menedżera zespołu. Rozpoczęło się porządkowanie wielu spraw, o których chłopaki nie mieli wcześniej pojęcia, w tym praw autorskich itp. Zespół zagrał mniej koncertów, za to rozpoczęły się poważniejsze prace nad nowym brzmieniem, kompletowanie odpowiedniego sprzętu, aranżowanie nowej muzyki. Przy okazji AL SIRAT został olany przez wszystkie mejdżersy, jako zbyt mało nowoczesny i przez wszystkie wytwórnie zajmujące się heavy metalem, jako zbyt nowoczesny. Latem AL SIRAT zakwalifikował się do listy zespołów, które wystąpią na Przystanku Woodstock 2002!
Koncert został świetnie przyjęty przez 300 tysięczną publikę, emitowany potem często przez TVP i VIVA Polska, zwrócił na zespół uwagę szerszego grona maniaków. Jurek Owsiak zdecydował się na produkcję filmu kinowego „Najgłośniejszy Film Polski”, gdzie na ścieżce dźwiękowej znalazł się utwór „Your own face”. Mniej więcej w tym samym czasie AL SIRAT pojawił się w programie Zbyszka Hołdysa „Hołdys Guru Ltd”, gdzie Cola się uzewnętrzniał a potem chłopaki po raz pierwszy zagrali utwór z nadchodzącej płyty pt. „Tryb”. Tak, w marcu 2003 zaczęła się w końcu rejestracja nowego albumu, produkcją zajął się Przemysław „Perła” Wejmann i w połowie lipca materiał był gotowy. Wydany został przez OKO KANALOA ENTERTAINMENT. Płyta miała premierę 22 maja 2004, oficjalnym dystrybutorem został Pomaton EMI.
AL SIRAT zagrał potem sporo koncertów, dwie trasy koncertowe, edycje sygnowanego przez siebie AL SIRAT OVERDRIVE PARTY, na drugiej i trzeciej edycji Hunter Fest'u i wiele pojedynczych koncertów.
Sierpień 2005 – ukazał się singel zapowiadający kolejną płytę pt „ALERT!” Materiał został nieodpłatnie udostępniony na oficjalnej stronie zespołu.
Październik/Listopad 2006 – rejestracja materiału na trzeci album pt. „BEZEGO”.
Grudzień 2006 – zakończyły się prace nad trzecim albumem, którego tytuł został zmieniony na „WARHEAD”. Rozpoczęły się poszukiwania wydawcy.
W maju 2007 „Warhead” zostało wydane przez Empire Records wraz z magazynem Thrash'em All.

## Dyskografia
| 1994                 | - Cola – gitara elektryczna, śpiew - Mały – gitara basowa - Cebulowy – perkusja                                |
| 1995                 | - Cola – gitara elektryczna, śpiew - EdgaR – gitara basowa - Cebulowy – perkusja                               |
| 1997                 | - Cola – gitara elektryczna, śpiew - Kracha – gitara elektryczna - EdgaR – gitara basowa - Cebulowy – perkusja |
| grudzień 1997 – 1999 | - Cola – gitara elektryczna, śpiew - sYn – gitara elektryczna - EdgaR – gitara basowa - Cebulowy – perkusja    |
| 1999 – obecnie       | - Cola – gitara elektryczna, śpiew - sYn – gitara elektryczna - EdgaR – gitara basowa - Hoyniak – perkusja     |

### Albumy studyjne
- Signa Tempori (1999)
- Kala (2004)
- Warhead (2007)

### Dema
- Milczysz... (1996)
- Promo 2001 (2001)
- ALERT! (2005)